# Muhàmmad ibn Ishaq ibn Ghàniya
Muhàmmad ibn Ishaq ibn Ghàniya (àrab: محمد بن إسحاق بن غانية, Muḥammad b. Isḥāq b. Ḡāniya) fou emir de Mallorca de la dinastia Banu Ghàniya. Era fill de l'emir Ishaq ibn Muhàmmad ibn Ghàniya (1165-1183).
A la mort del seu pare el va succeir però no va poder resistir l'embranzida dels almohades i davant les amenaces d'Abu-Yaqub, es va sotmetre (1184). La família va conservar el poder local. Alí ibn Reverter (Ali ibn Rubaytir o Ruburtayr) mercenari català al servei dels almohades va ser enviat com a delegat a les illes.
Una revolta popular va restablir el poder de la família i expulsar els almohades (Alí ibn Reverter fou fet presoner), i va portar al tron al germà de Muhàmmad, Alí ibn Ishaq ibn Ghàniya, que va reagrupar als seus partidaris i va decidir marxar a Àfrica per portar allí la guerra, deixant la regència al seu germà Talha ibn Ishaq ibn Ghàniya. Una vegada van sortir les forces almoràvits cap a l'Àfrica, Muhàmmad, que estava empresonat, amb el suport d'Alí ibn Reverter, que es va escapar del captiveri i va fomentar una revolta que va triomfar, va enderrocar a Talha, retornant al tron. Muhàmmad es va sotmetre als almohades.
Ali va marxar de les illes i un nou governador almohade fou enviat i Muhàmmad va quedar privat de quasi tot el poder, el que el va posar en contra dels seus senyors i va buscar l'aliança amb Alfons I de Barcelona i Aragó.
Durant un parell d'anys els almohades van dominar les illes, baix l'autoritat d'Abu-l-Abbàs as-Siqil·lí fins que foren reconquerides el 1187 per Abd-Al·lah ibn Ishaq ibn Ghàniya que havia retornat a les illes des d'Àfrica. Llavors Muhàmmad va fugir a Àfrica i va participar en la batalla de la plana d'al-Umra en la qual va trobar la mort (24 de juny de 1187).